# Capgemini
Capgemini S.A., es la primera corporación multinacional francesa de servicios de consultoría tecnológica, con sede en París, así como la sexta mundial del sector en 2016. El programa proporciona servicios de TI y es una de las mayores compañías del mundo de consultoría, externalización y servicios profesionales con casi 358.000 empleados en casi 50 países. Fue fundada en 1967 por Serge Kampf, el vicepresidente actual, en Grenoble, Francia. Paul Hermelin, el presidente y consejero delegado del grupo Capgemini ha llevado a la compañía desde su nombramiento en diciembre de 2001.
Las operaciones regionales de Capgemini incluyen América del Norte y del Sur, Europa y Asia-Pacífico. Los servicios se prestan a través de cuatro disciplinas; Consultoría, Tecnología, Outsourcing y Servicios Profesionales Locales. Este último se entrega a través de Sogeti, una subsidiaria totalmente controlada.

## Historia
Capgemini fue fundada por Serge Kampf como una compañía para la gestión de la empresa y de procesamiento de datos.
- En 1967, la empresa fue inaugurada como la Société pour la Gestión de l'Entreprise et le Traitement de l'Information (Sogeti).
- En 1973 Sogeti adquirió una participación mayoritaria en su principal competidor europeo de servicios de TI, PAC (Centro de Análisis y Programación).[7]
- En 1974 adquirió Gemini Sogeti Computadoras Systems, una empresa estadounidense con sede en Nueva York.[8]
- En 1975, después de haber hecho dos grandes adquisiciones de la PAC y Gemini Sistemas Informáticos, y tras la resolución de una disputa con el nombre similar CAP Reino Unido sobre el uso internacional de la denominación «PAC», Sogeti se renombró como CAP Gemini Sogeti.[8]
- En 1981, Cap Gemini Sogeti lanzó operaciones en Estados Unidos a raíz de la adquisición de la sede en Milwaukee DASD Corporation, especializada en la conversión de datos y el empleo de 500 personas en 20 sucursales en todo los EE. UU. Tras esta adquisición, la operación de Estados Unidos era conocido como Cap Gemini DASD.[9]
- En 1986, Cap Gemini Sogeti adquirió la división de consultoría de la estadounidense CGA ordenador para crear Cap Gemini América.[10]
- En 1991, Gemini Consulting se formó a través de la integración de las dos empresas de consultoría de gestión (Estados Investigación y el Grupo MAC)[8]
- En 1995, el Center for Business Innovation de Cap Gemini se transformó de un modelo universitario institucional para una capacidad de investigación en red bajo el liderazgo de su director Christopher Meyer (autor)[11][12]
- En 1996, el nombre fue simplificado a Cap Gemini con un nuevo logotipo del grupo. Todas las empresas que operan en todo el mundo fueron re-marca para operar como Cap Gemini.[8]
- En 2000, Cap Gemini Ernst & Young adquirió Consulting. Al mismo tiempo se integra Gemini Consulting para formar Cap Gemini Ernst & Young.[13]
- En 2002, Cap Gemini relanzó su marca Sogeti, la creación de una nueva entidad jurídica que lleva el nombre original de la compañía, con sede en Bruselas, Bélgica. La nueva compañía se centra en la entrega de servicios de TI a un rango más limitado de mercados.
- En 2003, la empresa adquirió Transiciel y fusionó las dos prácticas en Sogeti-Transiciel (posteriormente consolidado dentro Sogeti en 2006).[14]
- En abril de 2004, el Grupo volvió a llamarse Capgemini (su nombre actual).[15]
- En el verano de 2005, debido a las grandes pérdidas financieras, Capgemini vendió su práctica de consultoría de la salud de América del Norte, incluyendo tanto las prácticas de pagadores y proveedores, a Accenture, pero conserva su práctica ciencias de la vida.[16]
- En agosto de 2006, Capgemini adquirió Futuro Ingeniería.[17]
- En septiembre de 2006, Capgemini adquirió una participación del 51% en Unilever India Shared Services Limited (Indigo), un proveedor de servicios financieros compartidos y servicios de cumplimiento de Sarbanes-Oxley al Grupo mundial Unilever. Indigo cuenta con centros operativos en Bangalore y Chennai y emplea a aproximadamente 600 personas.[18]
- En octubre de 2006, Capgemini acordó adquirir Kanbay Internacional por US $ 1.2 mil millones en efectivo ($ 29 por acción). La adquisición aumentó el personal de Capgemini India de 12.000 (que se cultiva a 26.000+ en sólo 4 años de tiempo) empleados. La fuerza actual empleado la India el 23 de octubre de 2012 es de 40.000[19] La adquisición se completó el 8 de febrero de 2007.
- El 8 de febrero de 2007, Capgemini ha anunciado la adquisición de Arquitectos de Software, una empresa de consultoría con sede en EE. UU., para expandir su negocio en Estados Unidos.[20]
- El 25 de julio de 2008, Capgemini ha anunciado la adquisición de Getronics Aplicaciones PinkRoccade negocio Services BV[21] de los Países Bajos. La adquisición ascendió a un valor patrimonial de € 255 millones pagados en efectivo.
- En octubre de 2008, Capgemini adquiere especialista Prueba UK Vizuri.[22]
- En noviembre de 2008, Capgemini adquiere Imperio y Sophia Soluciones para reforzar su presencia en Europa del Este.[23]
- En septiembre de 2009, Capgemini Australia adquiere Soluciones Nu; refuerza la experiencia de pruebas de software.[24]
- En febrero de 2010, Capgemini ha anunciado la adquisición de IBX.[25]
- En junio de 2010, Capgemini ha anunciado la adquisición de Sistemas Estratégicos Solutions, una pequeña empresa especializada en el mercado de capitales.[26]
- En junio de 2010, Capgemini ha anunciado la adquisición de Plaisir de Informática, una empresa francesa especializada en migraciones de datos complejos en el sector bancario y de seguros.[27]
- En septiembre de 2010, Capgemini ha anunciado la adquisición de CPM Braxis, la mayor empresa consultora brasileña de TI.[28]
- En noviembre de 2010, Capgemini ha anunciado que ha adquirido la empresa de servicios de TI con sede en India, Thesys Technologies Private Limited ("Thesys"), un socio de Servicios de Certificación-Temenos que proporciona soluciones de implementación bancario para la industria global de servicios financieros.[29]
- En diciembre de 2010, Capgemini adquiere proveedor de IT-Services alemán CS Consulting GmbH.[30]
- En febrero de 2011, la Autoridad de Policía de Cheshire firmó un acuerdo marco con Capgemini para servicios de TI para apoyar las actividades de back-office policial. El marco incluiría la tecnología para permitir a los servicios compartidos. Se espera que genere un ahorro de £ 40 millones para la policía de Cheshire en diez años.[31]
- En febrero de 2011, Capgemini consiguió un contrato de tres años 63 millones dólares para prestar apoyo a los contadores inteligentes para utilidad de Canadá BC Hydro en la Columbia Británica.[32]
- En marzo de 2011, Capgemini aseguró un contrato £ 100 millones con BAA a toma de posesión de sus "servicios de TI fundamentales."[33]
- En abril de 2011, Capgemini adquirió dos empresas francesas, Artesys, un proveedor de oferta de infraestructura de TI, y Avantias, un proveedor de gestión de contenidos empresariales a las empresas.[34]
- En junio de 2011, Capgemini finalizó su adquisición de Prosodie, el operador de servicios multicanal.[35]
- En junio de 2011, Capgemini ha completado su primera adquisición en China, Praxis Technology, un especialista de la industria de servicios públicos.[36]
- En julio de 2011, Capgemini adquirió el proveedor de servicios de TI italiana AIVE Grupo.[37]
- En mayo de 2014, Capgemini ha anunciado la adquisición de Sistemas y productos basados en Irving, Texas Estratégicos Corp. (SSP), un proveedor de soluciones para la industria del petróleo y del gas.[38]

## Gestión
El Comité Ejecutivo del Grupo Capgemini se compone de 18 miembros. Paul Hermelin sirve como el presidente del Grupo y CEO. Se incorporó a Capgemini en 1993 y fue nombrado su director general en 2002. En mayo de 2012, Hermelin se convirtió en presidente y consejero delegado del Grupo Capgemini. Tuvo éxito Serge Kampf que ahora sirve como el vicepresidente de la Junta.
Los miembros del Comité Ejecutivo de Capgemini son:
- Chief Executive Officer: Aiman Ezzat
- Strategy & Development, Alliances: Fernando Álvarez
- Operations transformation & industrialization, Americas: Jean-Philippe Bol
- Financial Services: Anirban Bose
- Chief Financial Officer: Carole Ferrand
- Capgemini Inventi, Sectors, Corporate Social Responsibility: Cyril García
- Portfolio, Cloud Infraestructure Services, Business Services, Insights & Data, Digital Customer Experience: Franck Greverie
- Chief Human Resources Officer: Anne Lebel
- Norther Europe: Michael Schulte
- Chief Operatin Officer: Olivier Sevillia
- Souther Europe: Jérôme Siméon

## Adquisiciones
- En febrero de 1973, la compañía adquirió Sesi, una compañía de entrada de datos y el procesamiento y la creación de Sorinfor (Eurinfor + Soref) para la gestión de TI en la Cámara de Comercio e Industria de París.[8]
- Hoskyns Group plc|Hoskyns en Reino Unido (1990)[8]
- Volmac en los Países Bajos (1992), los desarrolladores de Cap Gemini SDM[8]
- Programator en Escandinavia (1992)[8]
- Gruber Titze y socios en Europa (1993)[42]
- Bossard en Europa (1997)[8]

- Transiciel (2003)[8]
- Indigo (2006)[43]
- Ingeniería futuro en Alemania (2006)[cita requerida]
- Plecto AG en Alemania (2006)[44]
- Kanbay Internacional (2006)[8]
- Arquitectos de Software (2007)[45]
- Maxeda servicios de TI en los Países Bajos (2008)[cita requerida]
- Aplicaciones Getronics PinkRoccade negocio Services BV (2008), desarrolladores de Información de Servicios de Biblioteca[46]
- Vizuri Ltd (2008)[47]
- Imperio en República Checa (2009)[48]
- Soluciones Nu en Australia (2009)[49]
- IBX en Suecia (2010)[50]
- Sistemas Estratégicos Solutions Ltd en el Reino Unido (2010), KSAak[51]
- CPM Braxis [Brasil] (2010)[51]
- Tecnologías THESYS (India) (2010)[29]
- CS Consulting GmbH (2010)[52]
- Grupo AIVE en Italia (2011)[53]
- BI Group con sede en Minneapolis Consulting (BICG) (2011)[54]
- Vengroff Williams & Associates (2011)[55]
- Empresa Soluciones DTWO (2012) de software basado en Japón y la dotación de personal de TI[56]
- Sistemas y productos Estratégico Corp. (SSP) (2014)[38]

## Localidades
Capgemini opera en 40 países con centros de excelencia en diversos lugares. Estos centros aceleran la entrega garantizando al mismo tiempo los costes y calidad óptimas. Tienen el propósito de reunir las diferentes capacidades de las empresas y los sectores que atienden.

## Servicios
| Application Lifecycle Services | Application Outsourcing Services | Capgemini's Business Process Management Solutions | Business Process Outsourcing (BPO) |
| Cloud Services                 | Consulting Services              | Cybersecurity                                     | Digital Customer Experience        |
| Finance & Accounting           | Global Engineering Services      | Green IT                                          | Infrastructure Services            |
| Insights & Data                | Local Professional Services      | Mobile Solutions                                  | Procurement                        |
| Ready2Series                   | Service Integration              | Service Management                                | Social Business                    |
| Supply Chain Management        | Testing Services                 | Workforce Management                              |                                    |

## Premios
2015
- Capgemini ganó el SAP Norteamérica de excelencia Socio Award 2015 para SAP Platform Solutions.[58]

2014
- Capgemini fue nombrado como 2014 mayor del mundo de la empresa Ética por el Instituto Ethisphere para el segundo año.[59]
- Capgemini fue nombrado líder entre los proveedores de servicios de SAP Global por Forrester.[60]
- Capgemini se posicionó como líder en Global F & A BPO Magic Quadrant de Gartner.[61]
- Capgemini se posicionó como líder en software de Servicios de Pruebas de NelsonHall.[62]
- Grupo Capgemini se posicionó en los cuadrante "Líderes" en el Cuadrante Mágico de Gartner para la Aplicación de Servicios de Pruebas de 2014.[63]
- Capgemini fue nombrado "Líder" entre los proveedores globales de outsourcing de infraestructura en un informe independiente de Forrester Research, Inc.[64]
- Capgemini se posicionó en cuadrante "Líderes" en el Cuadrante Mágico de Gartner para Proveedores de Servicios SAP Administración de aplicaciones, en todo el mundo.[65]
- Capgemini se posicionó en cuadrante "Líderes" en el Cuadrante Mágico de Gartner para Proveedores de Servicios de implementación de SAP, por todo el mundo.[65]
- Capgemini Consulting ha sido reconocido por Source1 para el alto nivel de calidad de su contenido liderazgo de pensamiento.[66]

## Capgemini Consulting
Capgemini Consulting es un negocio de consultoría de gestión. Actualmente emplea a unas 4.000 empleados, Capgemini Consulting es una de las mayores empresas de consultoría de gestión de Europa.

## World Wealth Report
Merrill Lynch, Cap Gemini Ernst & Young trabajaron juntos desde c. 1993 la investigación de las "necesidades de los individuos de alto valor neto (HNWI son individuos con más de $ 1 millón en activos financieros)" con el fin de "servir con éxito este segmento de mercado." Su informe de 2003 fue su séptimo.
- 1998 World Wealth Report[69]
- 2003 World Wealth Report[68]
- 2007 World Wealth Report[70]
- 2009 World Wealth Report[71]
- 2013 World Wealth Report.[72]  El Informe Mundial de la Riqueza 2013 fue Capgemini Archivado el 7 de julio de 2017 en Wayback Machine. y RBC Wealth Management Archivado el 6 de diciembre de 2018 en Wayback Machine.  e incluyó, por primera vez, el HNW Encuesta Global Insights producido en colaboración Scorpio Partnership Archivado el 23 de mayo de 2020 en Wayback Machine.

## Sogeti
Sogeti es una subsidiaria de propiedad total del Grupo Capgemini. Es una empresa de consultoría informática especializada en servicios profesionales locales. Sogeti desarrolló el enfoque de gestión de pruebas

## Controversia

#### Cesión ilegal de trabajadores
El juzgado de lo social de Mieres la condenó por cesión ilegal de trabajadores por lo que debe admitir a casi 200 empleados de subcontratas en su propia plantilla.
Esta sentencia ha sido recurrida por la empresa y está a la espera de resolución judicial.